# Swierdłowskij (obwód moskiewski)
Swierdłowskij (ros. Свердловский) – osiedle typu miejskiego w Rosji, w obwodzie moskiewskim, w okręgu miejskim Łosino-Pietrowskiego. W 2010 liczyło 6763 mieszkańców.